# Trifolium haydenii
Trifolium haydenii là một loài thực vật có hoa trong họ Đậu. Loài này được Porter miêu tả khoa học đầu tiên.